# Kafr Nubl
Kafr Nubl (arabiska: كفر نبل) är en subdistriktshuvudort i Syrien.   Den ligger i provinsen Idlib, i den nordvästra delen av landet, 230 kilometer norr om huvudstaden Damaskus. Kafr Nubl ligger 643 meter över havet och antalet invånare är 24 754.
Terrängen runt Kafr Nubl är platt österut, men västerut är den kuperad. Det finns inga andra samhällen i närheten. 
Omgivningarna runt Kafr Nubl är i huvudsak ett öppet busklandskap. Runt Kafr Nubl är det ganska tätbefolkat, med 179 invånare per kvadratkilometer.